# Джаяварман VII
Джаяварман VII (кхмер. ជ័យវរ្ម័នទី៧), посмертне ім'я — Махапарамасаугата — правитель кхмерської імперії від 1181 до 1218 року.

## Життєпис

### Принц
Син Дгараніндравармана II, володаря Кхемерської імперії, та Шрі Джаяраякудамані (доньки кхмерського царя Гаршавармана III). Народився 1125 року в Ангкорі. Про молоді роки замало відомостей. Здобув буддійську освіту в одному з монастирів. Тривалий час мешкав на півночі держави. 1165 року брав участь у військових походах.
1167 року після повалення його родича Ясовармана II власним міністром Трібгуванадітьяварманом, що спричинило внутрішнє послаблення Кхмерської імперії, Джаяварман був залучений до політичного життя держави.
1177 року кхмери зазнали поразки від військ Джаї Індравармана IV, володаря Чампи, який захопив Ангкор. Джаяварман утік до західних районів держави, де закріпився в місті Яшодхарапура. Смерть Трібгуванадіт'явармана 1177 року спричинила тривалий занепад імперії кхмерів, підкорення її державі Чампа.

### Зовнішня політика
Джаяварман очолив загони для відновлення кхмерської державності. Він зробив усе, щоб відновити чисельність і боєздатність війська кхмерів. Він посилив морські і річкові сили своєї держави, побудувавши чимало суден. 1178 року величезна човнова флотилія Чампи почала великий похід проти держави кхмерів. У свою чергу Джаяварман VII вирішив дати ворогу гідну відсіч, закликавши до свого війська більшу частину здатного воювати населення. Чимала частина війська кхмерів була посаджена на річкові судна, ставши веслярами і «морськими вояками». За одними відомостями, битва відбулась на морі поблизу гирла річки Меконг, за іншими — на річці Меконг (у нижній течії), за третіми — на озері Тонлесап. В результаті запеклого бою Джаяварман VII здобув переконливу перемогу
Слідом за цим було відвойовано Ангкор. Втім, лише 1181 року Джаяварман зумів провести необхідні церемонії й офіційно стати новим володарем Кхмерської імперії. Після цього він зайнявся наведенням належного порядку в країні, якій загрожувала анархія. 1182 року він вирушив проти свого бунтівного васала — держави Малянг (на території сучасної камбоджійської провінції Баттамбаг).
Водночас Джаяварман VII прийняв на службу чамського князя і воєначальника Шрі Відьянанду, що був змушений тікати з батьківщини. Володар кхмерів планував використати знання останнього щодо Чампи для вторгнення до тієї держави. Війна почалась 1190 року. Завдяки Шрі Відьянанді військам кхмерів 1191 року вдалось перемогти й підкорити Чампу. Джаяварман VII після тієї перемоги поширив свою владу долиною річки Меконг на північ до сучасної столиці Лаосу — міста В'єнтьяна.
На півдні добре організовані війська кхмерів в завойовному поході дійшли до перешийка Кра й опинилися на підступах до території сучасної Малайзії. І в тому, і в іншому випадку в походах військ Джаявармана VII брали участь величезні флотилії річкових і морських судів з вояками на борту.

### Внутрішня політика
Багато зробив для посилення влади й централізації самої держави. Для економічного посилення держави наказав збудувати 900-кілометровий шлях в джунглях з назвою «Дорога дружби» — між Ангкором і Чампою. Він мало також ідеологічне значення: повинен був підкреслити відсутність ворожнечі між кхмерами і чамами.
Отримана здобич дозволила Джаяварману VII відродити зруйновані під час тривалої війни іригаційні системи й водосховища, прокласти чимало торгових доріг, поруч з якими зведено 127 будинків для відпочинку. Почався економічний розквіт держави та столиці — Ангкору. Загалом країною було зведено 102 лікарні.
Джаяварман VII, пам'ятаючи велике руйнування столиці, сильно зміцнив місто Ангкор. Основою стала фортеця Ангкор-Тхом. Завдяки праці десятків тисяч людей були зведені з каменю нові фортечні 8-метрові стіни. Їхня загальна протяжність становила 30 км. Перед стінами землекопи вирили глибокий рів завширшки 100 м, який першою ж мусонною зливою було наповнено водою. У стіні є п'ять воріт, над якими височіє вежа висотою близько 23 м, прикрашена обличчями бодгісатви Авалокітешвари.
На честь своїх предків були зведені храми. Водночас надавав суттєву підтримку буддизму, посиленню монастирів, які сприяли зміцненню імператорської влади, найвідомішим з яких є Та Пром. також цікавим є храм Преак Неак Пеан (Храм Спіральної Змії).
Помер 1219 року. Владу по його смерті успадкував Індраварман II.